# Lötzbeuren
Lötzbeuren é um município do distrito de Bernkastel-Wittlich, no estado da Renânia-Palatinado, na Alemanha Ocidental.